# Konopacka. Walka o złoto
Konopacka. Walka o złoto – polski film biograficzny z 2023 roku w reżyserii Marka Bukowskiego, według scenariusza napisanego przez Macieja Dancewicza. Film opowiada o pierwszej polskiej złotej medalistce olimpijskiej Halinie Konopackiej.

## Obsada
- Pola Błasik – Halina Konopacka
- Piotr Głowacki – Ignacy Matuszewski
- Aldona Struzik
- Filip Gurłacz
- Gabriela Chojecka
- Justyna Zielska
- Mariusz Witkowski
- Marta Piętka
- Przemysław Redkowski
- Wojciech Machnicki

## Produkcja
Za produkcję odpowiadało Studio Besta. Sceny do filmu „Konopacka. Walka o złoto” nagrywane były w tym samym czasie, co sceny do filmu „W szachu. Ostatnia rozgrywka”. Zdjęcia do produkcji powstawały m.in. w Prudniku. Elewacja I Liceum Ogólnokształcącego w Prudniku odegrała rolę Amsterdamu, natomiast elewacja Zespołu Szkół Medycznych posłużyła za bank w Brześciu nad Bugiem. Stadion przy ulicy Włoskiej zagrał Stadion Olimpijski w Amsterdamie. Ekipa filmowa zatrzymała się w hotelach w Prudniku.
W rozmowie z „Tygodnikiem Prudnickim” Maciej Dancewicz stwierdził:

Prudnicki park, choć niewielki jest efektowny i historyczny. Może z Łazienkami trudno mu się równać, ale ze swoją altaną i innymi obiektami wygląda nie gorzej niż niejeden park w Warszawie. W Warszawie, gdybyśmy mieli robić te wszystkie prudnickie sceny, to same tylko przejazdy między jednym miejscem a drugim trwałoby pół dnia. Poza tym w Warszawie jest już przesycenie filmami, wiele obiektów jest zgranych, napisanie próśb o zgody na realizację, czekanie na odpowiedzi, to nie jest proste, natomiast w Prudniku czujemy i doświadczamy ogromnej życzliwości mieszkańców.

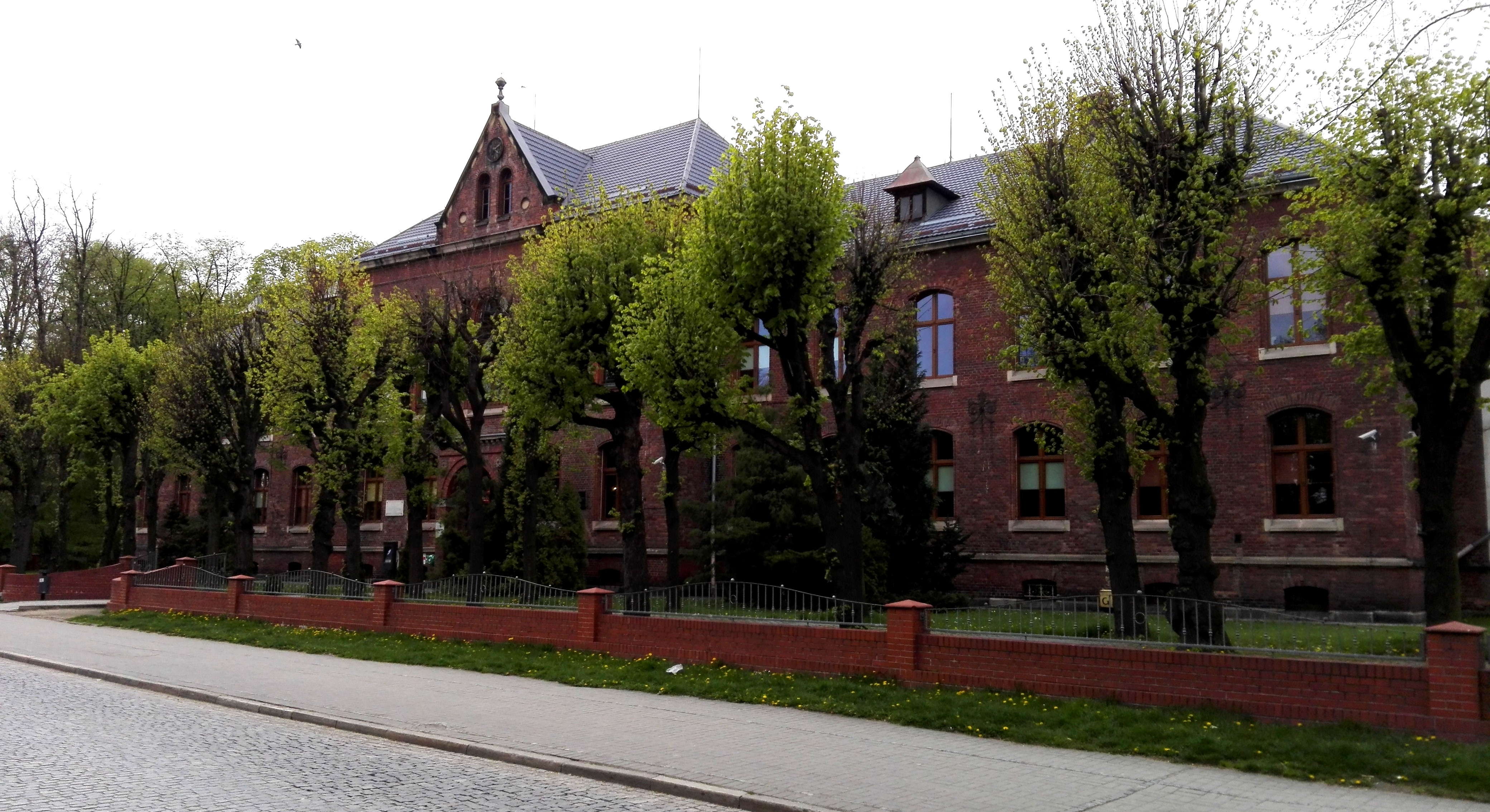
I Liceum Ogólnokształcące w Prudniku
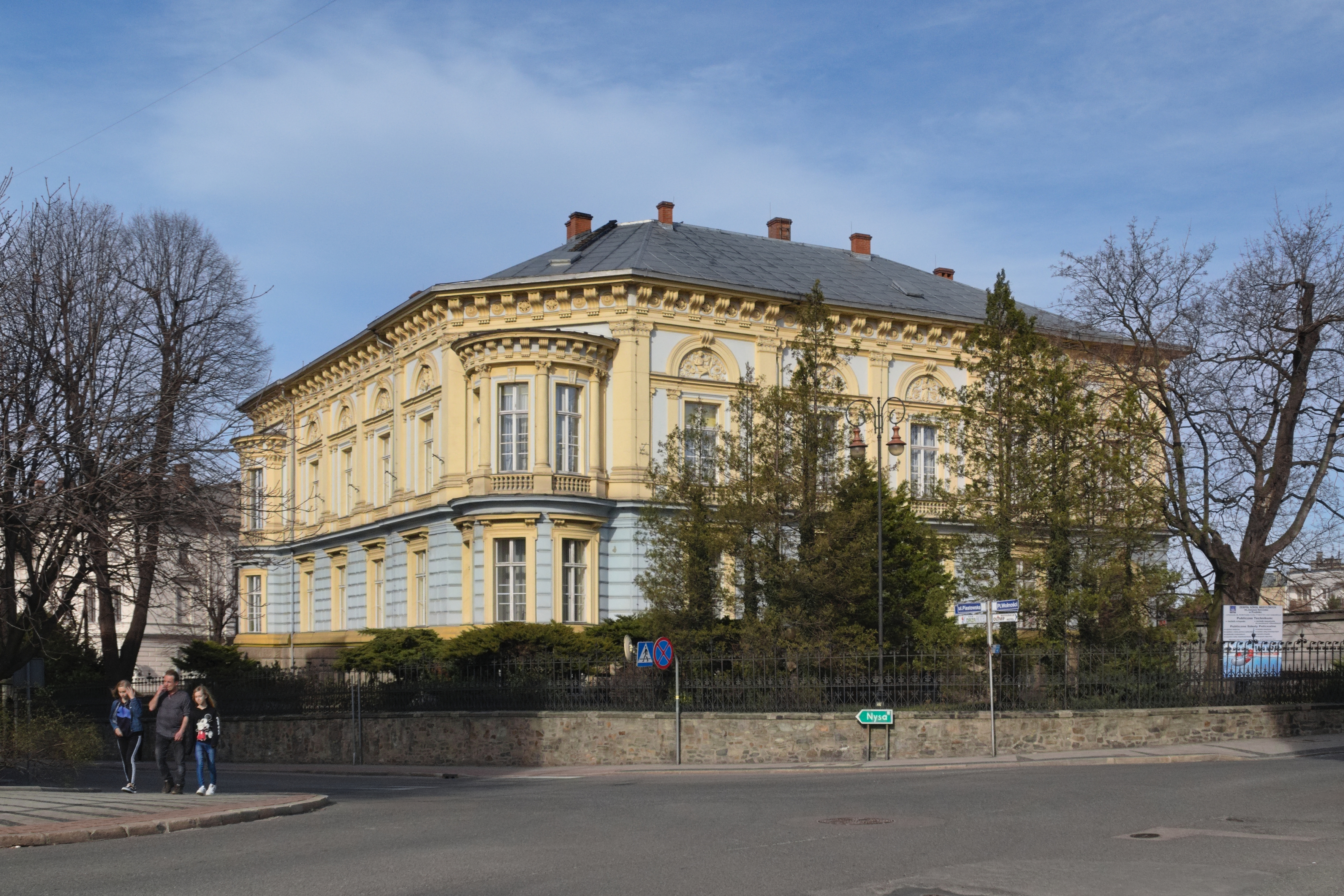
Zespół Szkół Medycznych w Prudniku
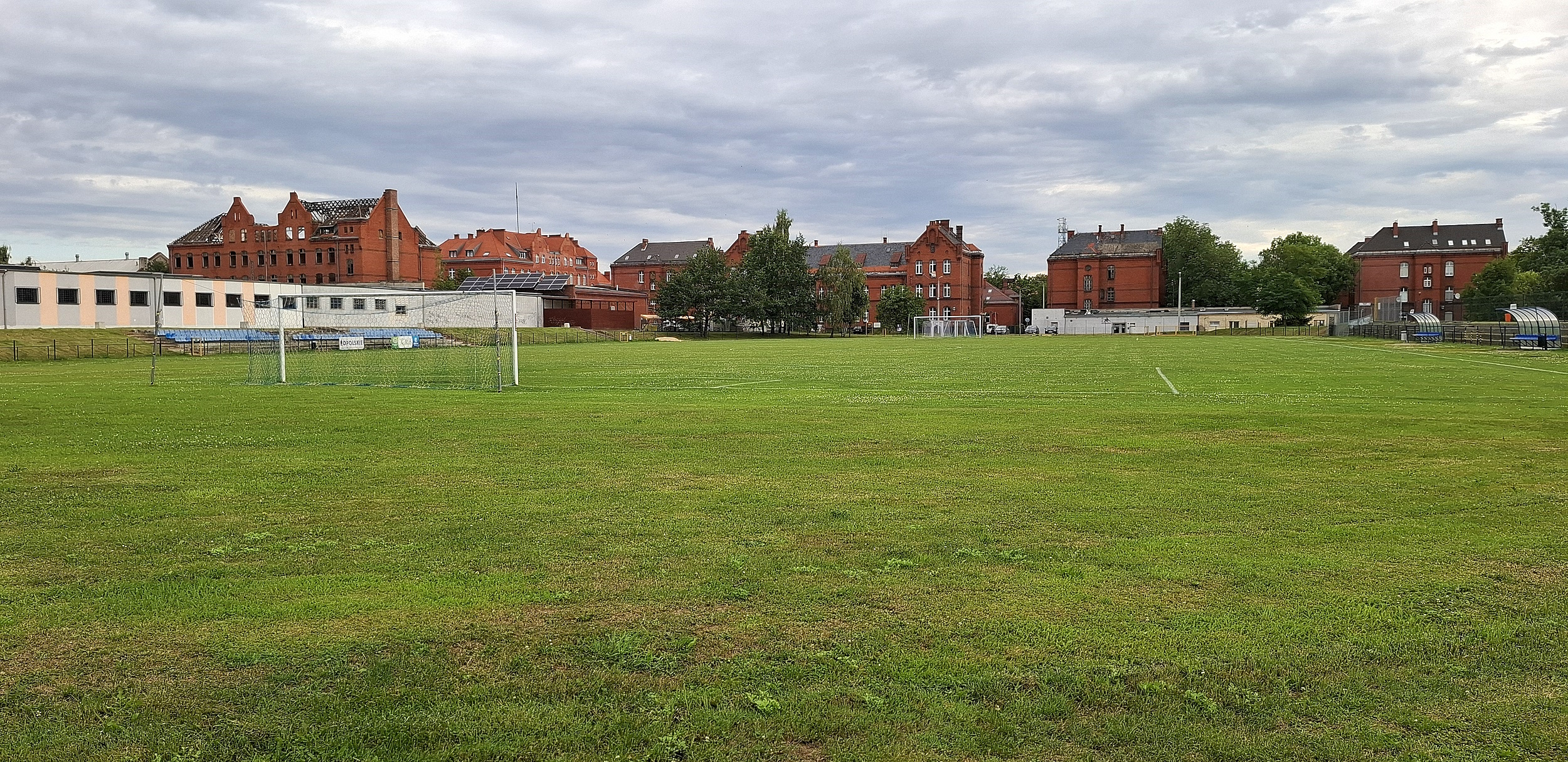
Stadion przy ulicy Włoskiej w Prudniku

Premiera filmu miała miejsce 21 października 2023 na platformie TVP VOD. Wyemitowanie na kanale TVP1 zaplanowano na grudzień 2023.